# Кадагидзе, Моисей Алексеевич
Моисей Алексеевич Кадагидзе (1890 год, село Земо-Мачхаани, Сигнахский уезд, Тифлисская губерния, Российская империя — неизвестно, село Земо-Мачхаани, Цителискаройский район, Грузинская ССР) — свинарь колхоза имени Чарквиани Цителицкаройского района, Грузинская ССР. Герой Социалистического Труда (1950).

## Биография
Родился в 1890 году в крестьянской семье в селе Земо-Мачхаани Сигнахского уезда. С раннего возраста трудился в сельском хозяйстве. Во время коллективизации вступил в колхоз имени Чарквиани. В послевоенные годы трудился свинарём в этом же колхозе.
В 1949 году обслуживал 10 свиноматок, вырастив в среднем по 25 поросят от каждой свиноматки при среднем весе в двухмесячном возрасте по 15,1 киограммов. Указом Президиума Верховного Совета СССР от 17 августа 1950 года удостоен звания Героя Социалистического Труда за «достижение высоких показателей в животноводстве в1949 году» с вручением ордена Ленина и золотой медали «Серп и Молот» (№ 5476).
Этим же Указом званием Героя Социалистического Труда была награждена свинарка колхоза имени Чарквиани Христа Петровна Лукенчук.
После выхода на пенсию проживал в селе Земо-Мачхаани. Дата смерти не установлена.